# Vajiha Samadova
Vajiha Samadova (azeră Vəcihə Əli qızı Səmədova; n. 24 noiembrie 1924, Baku, Azerbaidjan - d. 24 octombrie 1965) a fost o pictoriță și artistă emerită din Republica Sovietică Socialistă Azerbaidjană. 

## Biografie
Vajiha Samadova s-a născut pe 24 noiembrie 1924 în Baku. Tatăl ei, Karbalai Ali, era din Kars. Înainte de a se naște, Karbalai Ali s-a mutat la Iravan și mai târziu la Baku. Mama ei, Rubaba, era din Iran. Părinții lui Vajiha Samadova s-au întâlnit în centrul istoric al orașului Baku. Între 1939 și 1944 a studiat la Școala de Pictură denumită Azim Azimzade. Și-a continuat studiile la Institutul de Artă Surikov din Moscova. Celebrul pictor rus, Pavel Korin a fost profesorul ei. Și-a prezentat cu succes teza „Studenții Uzeyir Hajibeyov” în 1951. A continuat studiul postuniversitar timp de trei ani. Vajiha Samadova este prima pictoriță profesionistă din Azerbaidjan. 
Vajiha Samadova a vizitat diverse regiuni în Azerbaidjan împreună cu soțul ei, Latif Fayzullayev. După aceste călătorii a creat operele „Muzică”, „Pregătirea pentru nuntă”, „Goy gol”, „Kapaz”, „Cultivatorii de bumbac”, „portretul lui Leyla Badirbeyli”, „portretul lui Shamama Hasanova”, „portretul lui Minira Mammadbayli” și alte tablouri. În același timp, Vajiha Samadova a lucrat ca profesoară la Școala de Pictură. 
Expoziția personală a avut loc la Baku în 1962, după călătoria în Bulgaria. Expozițiile lui Vajiha Samadova nu au avut loc doar la Baku, dar și la Moscova și Sofia. Din călătoriile realizate a creat „Bătrâne femei bulgare”, „Bazar în Sofia”, „Ziua ploioasă”, „Case pe stânci” și altele. 
În 1963 a pictat ultima sa lucrare „În așteptarea știrilor”, iar tabloul a fost prezentat la expoziția „Our Contemporary”.
Vajiha Samadova a murit de cancer, pe 25 octombrie 1965 la Baku.
Pe 14 iulie 2018 expoziția „Love Tandem” a expus tablourile lui Latif Fayzullaev și Vajiha Samadova în Franța, Cannes, vernisaj organizat de Fundația Heydar Aliyev.